# Караташ, Казымджан
Казымджа́н Карата́ш (тур. Kazımcan Karataş; род. 16 января 2003, Измир) — турецкий футболист, защитник клуба «Галатасарай.

## Клубная карьера
Караташ — воспитанник клуба «Алтай». 18 января 2020 года в матче против «Умраниеспора» он дебютировал в Первой лиге Турции. 6 февраля 2021 года в поединке против «Эскишехирспора» Казымджан забил свой первый гол за «Алтай». По итогам сезона Караташ помог клубу выйти в элиту. 6 ноября в матче против «Антальяспора» он дебютировал в турецкой Суперлиге. 
Летом 2022 года Караташ перешёл в «Галатасарай». Сумма трансфера составила 1,2 млн. евро. 13 августа в матче против «Гиресунспора» он дебютировал за новую команду. 